# Port de Yokosuka

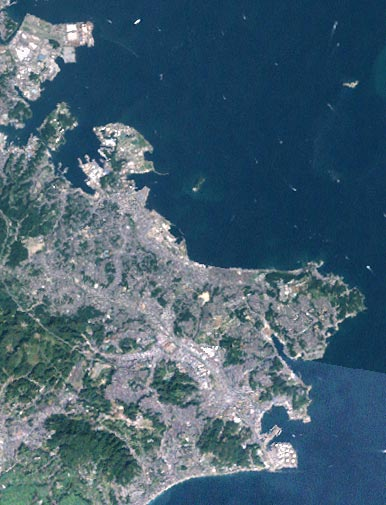
Image satellite du port de Yokosuka.

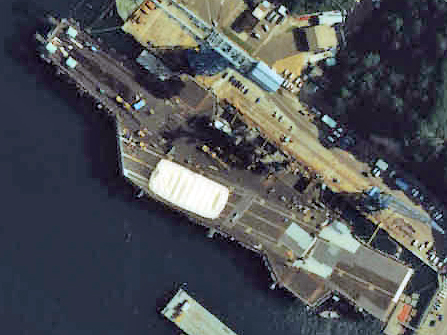
L' à Yokosuka en 1983.

Le port de Yokosuka (横須賀港, Yokosuka-kō) se situe au sud du port de Yokohama dans la baie de Tokyo. Classé comme « port important » selon les lois portuaires du Japon, il est administré par la ville de Yokosuka.
Le port de Yokosuka dispose de 100 berths (?) de 4,5 m de longueur ou plus. Il s'étend sur 13 district d'Oppama au nord à Kurihama et Nobi au sud. Kurihama est la ville où le commodore Matthew Perry débarqua en 1853. Yokosuka a depuis été développée pour accueillir des activités militaires, commerciales et touristiques. Une importante base navale américaine et les forces maritimes d'autodéfense siègent au port de Yokosuka.
Situé près de l'usine Nissan d'Oppama, Yokosuka est un port important dans l'export d'automobiles. La flotte de pêche ramène du thon et d'autres produits de la mer. Le ferry Tokyo-Wan (en) relie Yokosuka au port de Kanaya à Futtsu dans la préfecture de Chiba. D'autres ferrys font la liaison avec Tokyo, Izu Ōshima, et même Ōita à Kyūshū.